# Hellevoetsluis
Hellevoetsluis este o comună și o localitate în provincia Olanda de Sud, Țările de Jos. 

## Localități componente
Hellevoetsluis, Nieuw-Helvoet, Nieuwenhoorn

## Galerie

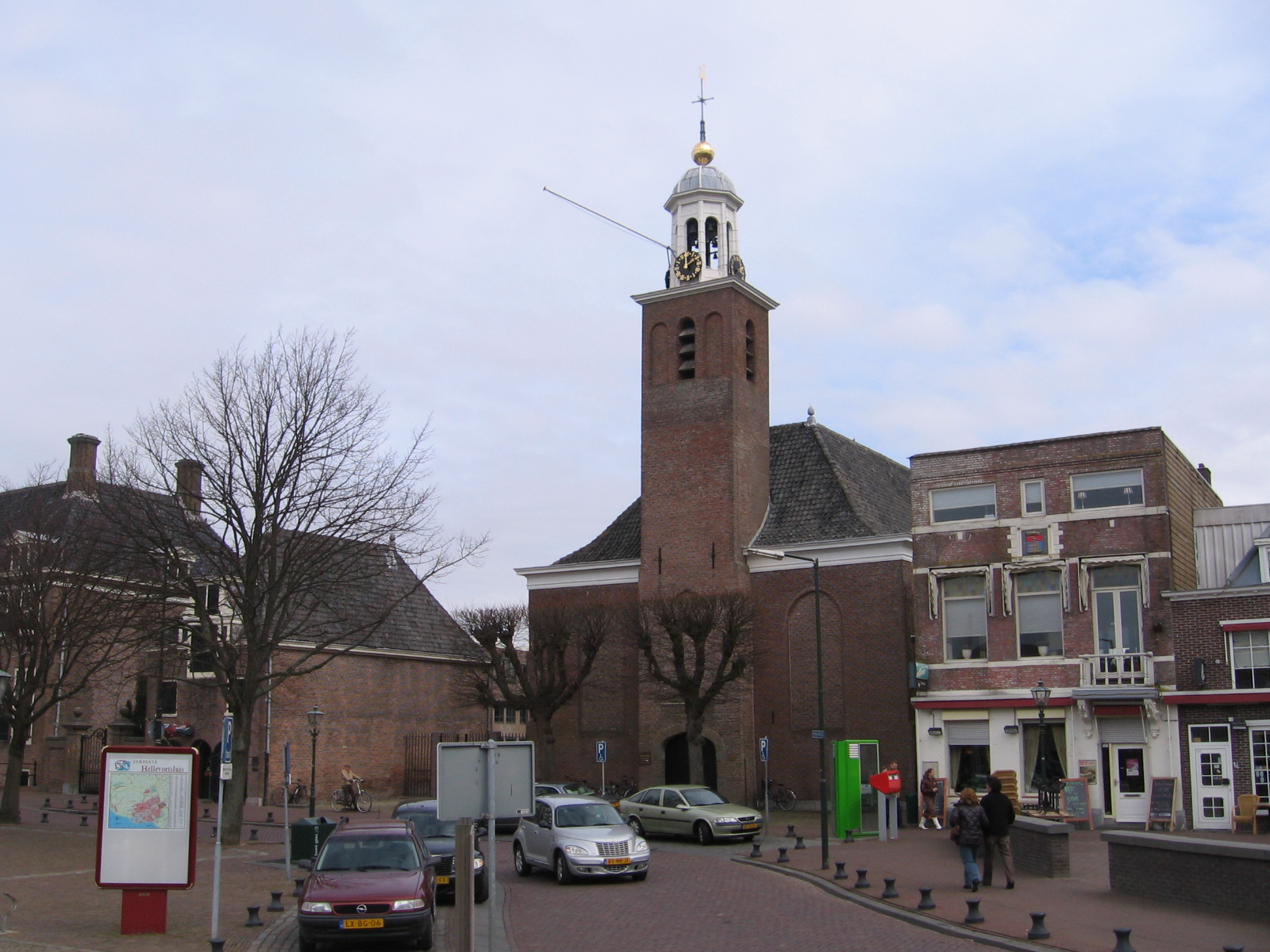
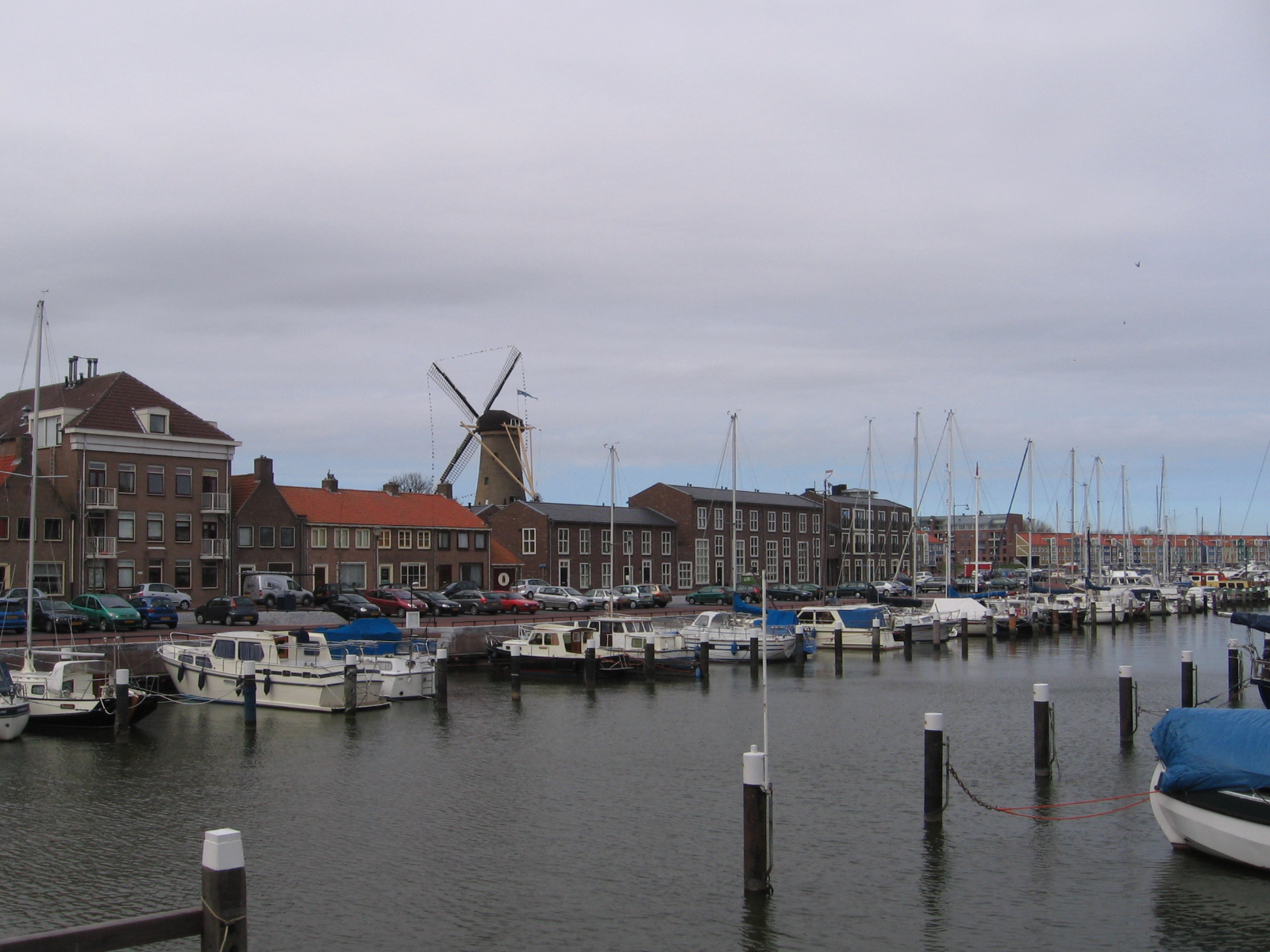